# Шерешёво
Шерешево (бел. Шарашова, также Шэрэшава) — городской посёлок в Пружанском районе Брестской области Беларуси на реке Левая Лесная в 20 км к западу от Пружан, 32 км от железнодорожной станции Оранчицы (бел.: Аранчыцы) на линии Брест — Барановичи, 97 км от Бреста. Административный центр Шерешевского сельсовета.
Часть маршрута EuroVelo.
Численность населения — 1 406 человек (на 1 января 2025 года).

## История
Известна с 1380 года как деревня. В 1566 году в Берестейском повете великого княжества Литовского. Во время войн середины XVII — начала XVIII в. неоднократно разрушалась, в 1661 году освобождена от налогов на четыре года. В 1790-х гг. 3.366 жителей, 561 дом.
С 1795 года в составе Российской империи, местечко, центр волости Пружанского уезда. В 1897 году было 5.079 жителей, 1.584 дома, 9 мелких предприятий, народное училище.
С 1915 года оккупировано немцами, с 1919 г. — польскими войсками. В 1921-1939 гг. в составе Польши, город, центр гмины Пружанского повета.
С 1939 года в составе БССР, с января 1940 года — городской посёлок, центр Шерешевского района.
Под немецкой оккупацией находился 3 года и 1 месяц — с 23 июня 1941 г. до 17 июля 1944 г..
С декабря 1956 года — в Пружанском районе.

## Население

### Численность
- 2025 год — 1 406 человек[4]

### Динамика
- 2021 год — 1 654 человек
- 2023 год — 1 514 человек
- 2025 год — 1 406 человек[4]

## Культура
- Дом культуры
- Музей ГУО "Шерешевская средняя школа имени Героя Советского Союза М. В. Хотимского"

## Достопримечательность
- В XVII и XIX вв. в Пречистенской церкви (не сохранилась) находилось так называемое Шерешевское евангелие, ныне хранящееся в Национальном художественном музее Беларуси.
- В посёлке сохранилась звонница, построенная у Пречистенской церкви в 1799 году, и как памятник архитектуры охраняемая государством, ул. Советская —  Историко-культурная ценность Республики Беларусь, шифр 112Г000655.
- Шерешевская Петропавловская церковь — тоже памятник деревянного зодчества. Построена в 1824 году, односрубная, имеет черты классицизма.
- Шерешевский Троицкий костёл построен в 1848 году в стиле позднего классицизма. Интерьер костёла в 1850-1860-е гг. расписан фресками: ангелы с музыкальными инструментами —  Историко-культурная ценность Республики Беларусь, шифр 112Г000657.
- Свято-Николаевская церковь в русском стиле построена во второй половине XIX в. —  Историко-культурная ценность Республики Беларусь, шифр 113Г000656.
- Братская могила, ул. Ленина —  Историко-культурная ценность Республики Беларусь, шифр 113Д000654.

### Памятник, скульптура
- Памятник В. И. Ленину
- Памятник на братской могиле партизан

### Утраченное наследие
- Ратуша (XVIII в.)
- Синагога
- Церковь рождества богородицы (1760 г.; греко-католическая)

## Галерея

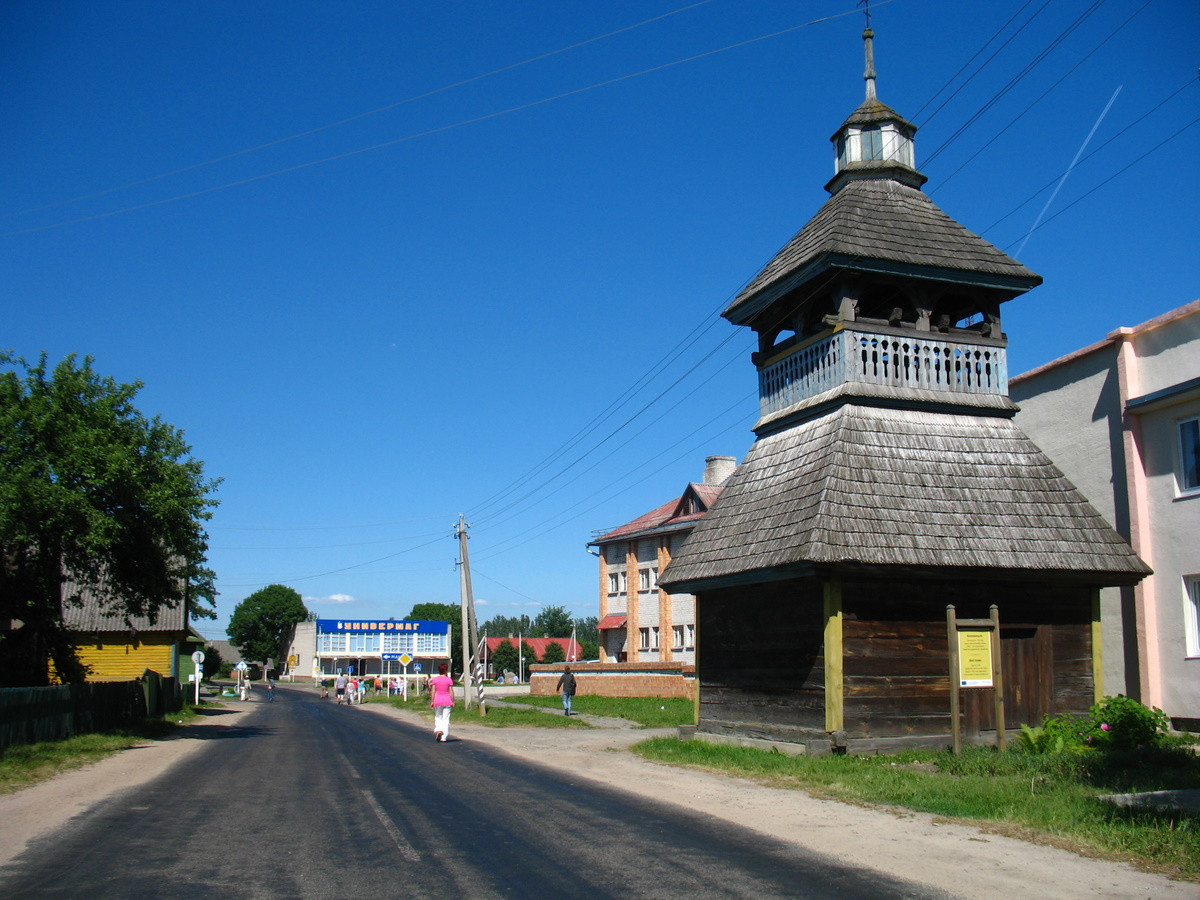
Звонница греко-католической церкви
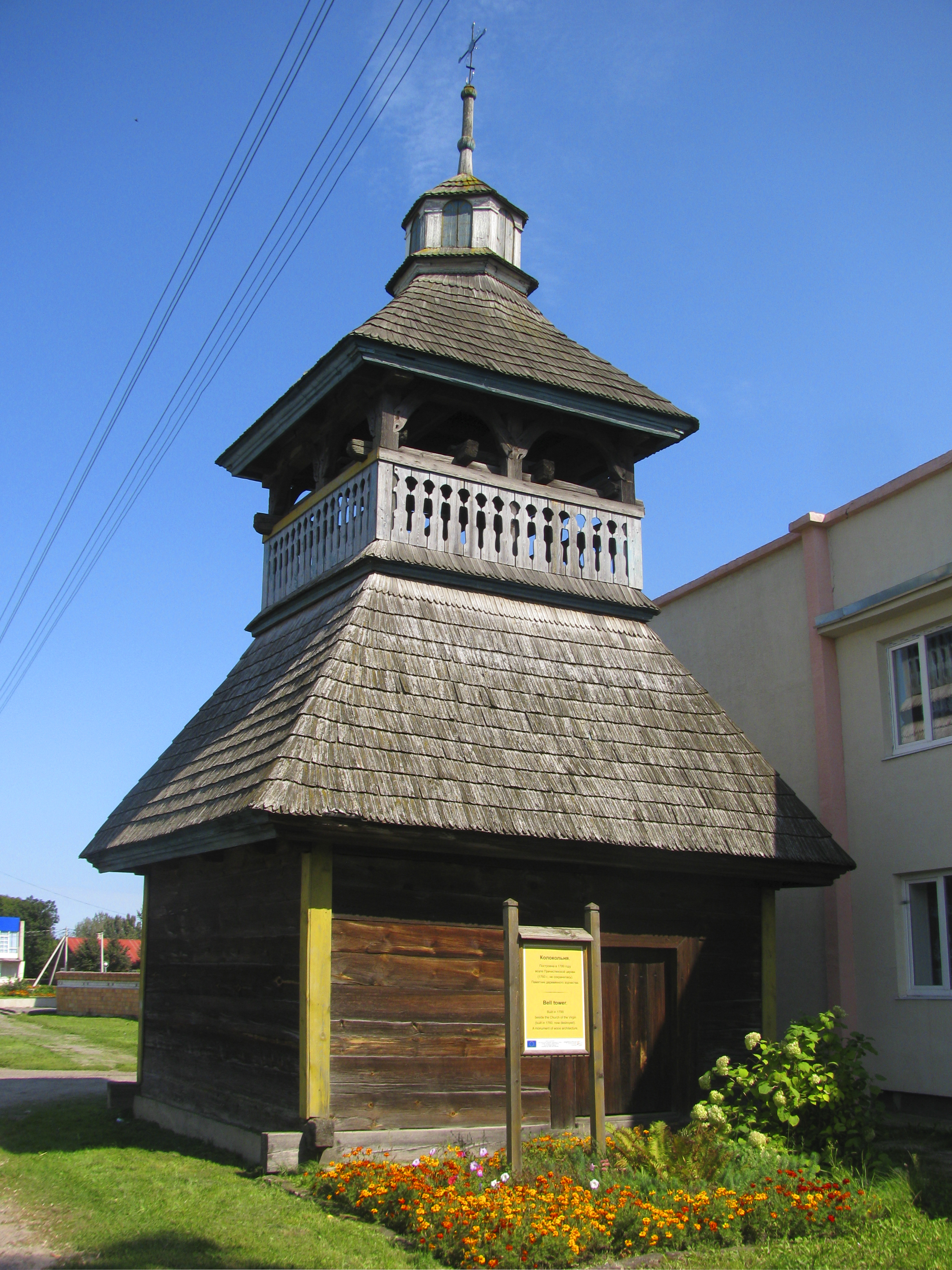
Звонница греко-католической церкви
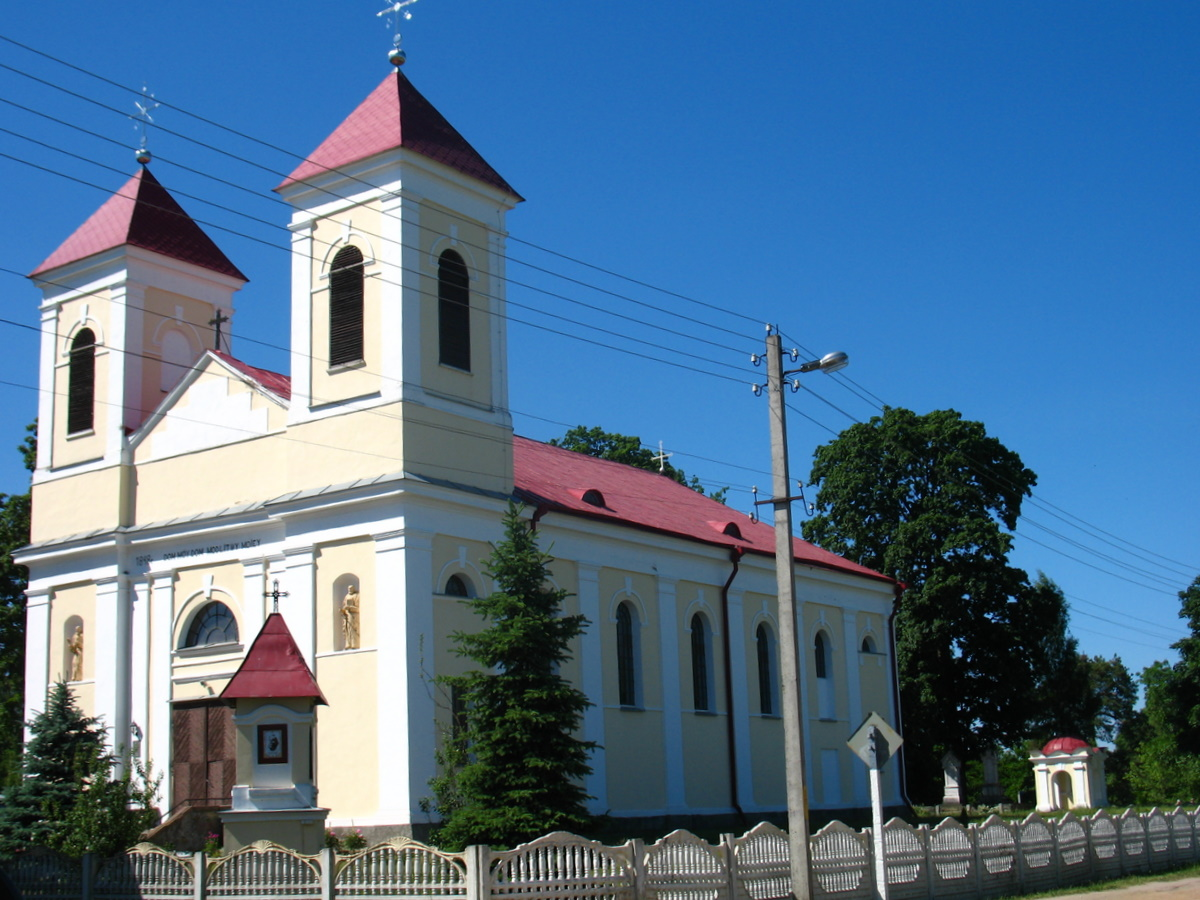
Троицкий костёл
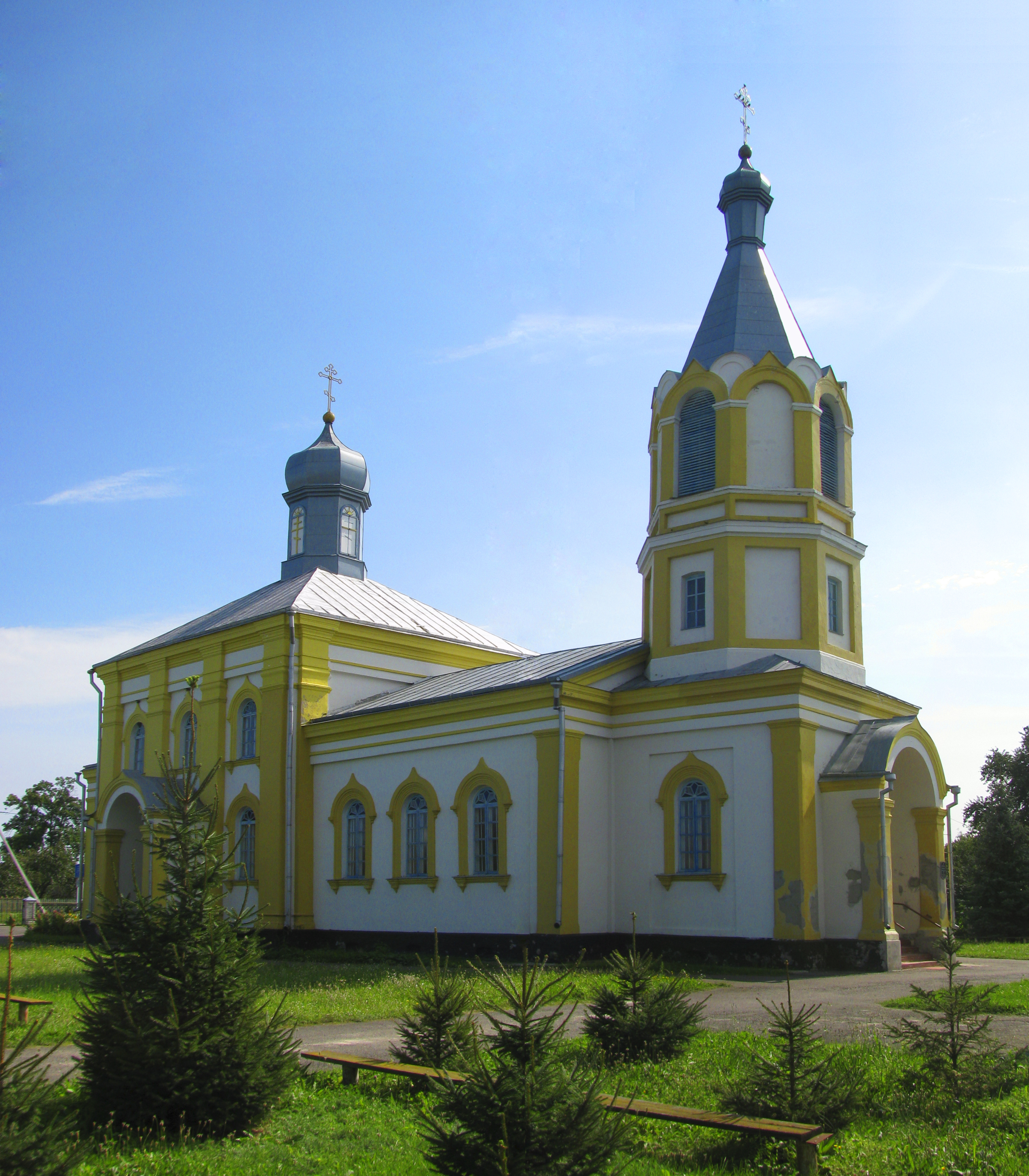
Свято-Николаевская церковь
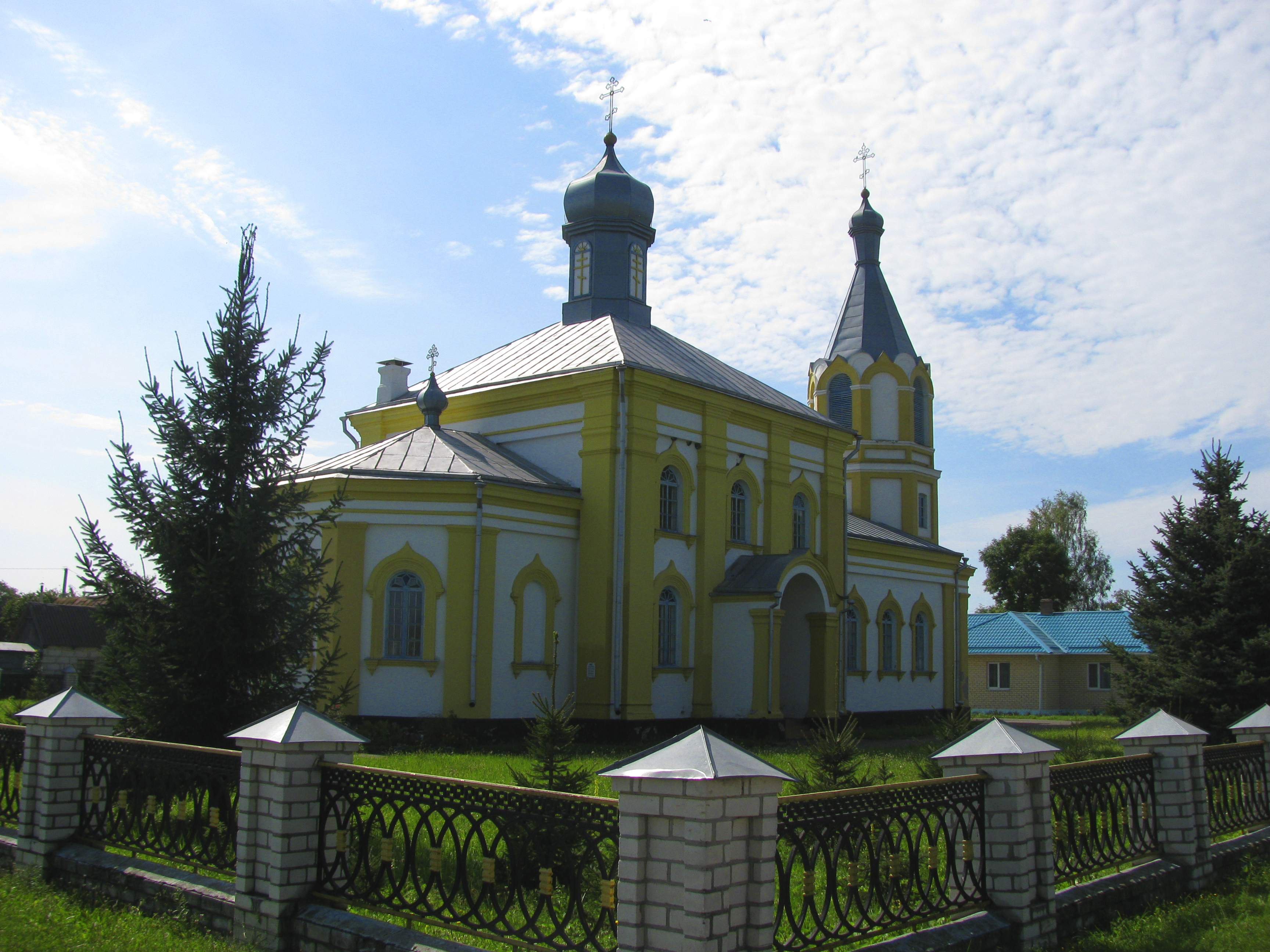
Свято-Николаевская церковь
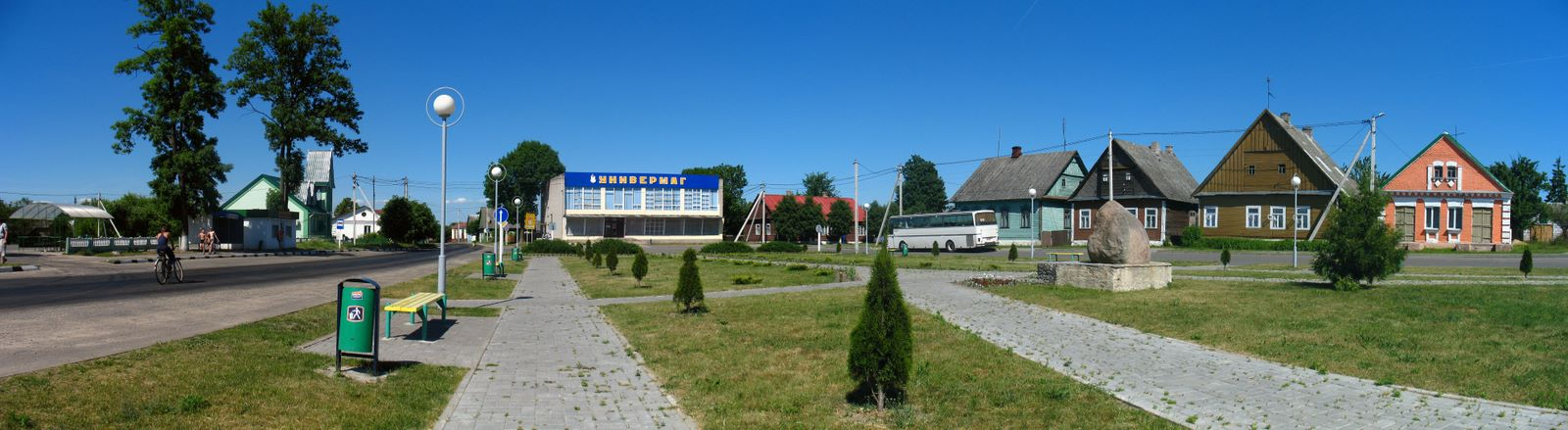
В центре посёлка
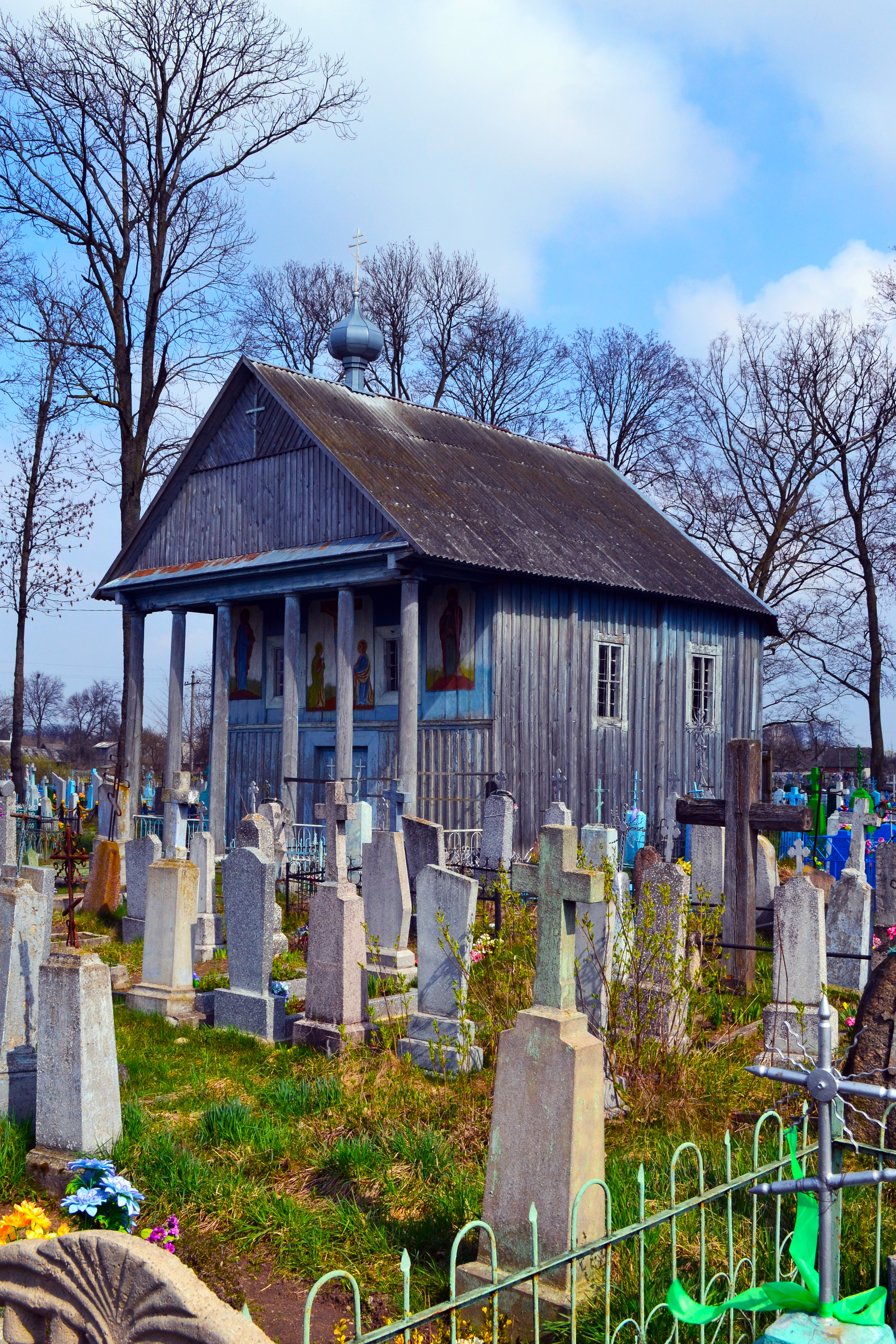
Петропавловская церковь

## Известные лица
- Хотимский, Михаил Васильевич — командир танковых бригад 2-й гвардейской танковой армии 1-го Белорусского фронта, полковник. Герой Советского Союза (1945).